# 皮特·舒尔策
皮特·舒尔策（德語：Peter Scholze，德語發音：[ˈpʰeːtʰɐ ʃɔlʦə]，1987年12月11日—），德国算术代数几何学家，数学领军人之一。他提出了状似完备空间理论，并在动机理论和朗兰兹纲领这两个代数几何学的大方向上有杰出贡献。他于2018年获得菲尔兹奖，现任教于德国波恩大学。

## 经历
舒尔策在東德德勒斯登出生，在腓特烈斯海因长大，后因成绩优异进入位于柏林的海因里希-赫茨-强化高中（Heinrich-Hertz-Gymnasium）就读。他在学生时代积极参加国际数学奥林匹克竞赛，获得3金1银：2004年银牌，2005年满分金牌，2006、2007年金牌。他的高中老师觉得他已经出色到老师无法指导他了，所以将他推荐给柏林自由大学的克劳斯·奥特曼（Klaus Altmann）教授。舒尔策极强的记忆能力和学习能力给奥特曼留下了非同一般的印象，能让许多博士研究生倍感吃力的代数几何教材却能被当时还是高中生的舒尔策只凭自学看懂。2007年中学毕业后，他进入波恩大学学习数学。他只用3个学期完成本科课程，2个学期完成硕士研究生课程。2012年，他在迈克尔·拉坡坡特（Michael Rapoport）的指导下，凭借硕士论文，破例获得了波恩大学数学博士学位。
2012年，刚毕业不久的舒尔策以24岁的年龄成为德国最年轻的正教授。

## 成果
舒尔策的工作集中于算术几何中的纯局域特性（purely local aspects），属于朗兰兹纲领的范畴，比如p-进数的几何及其应用。他将格尔德·法尔廷斯、让-马克·方丹及基兰·凯德拉雅（Kiran Kedlaya）等人的工作以更紧凑化的形式表述。他在圭依·恩尼亚（Guy Henniart）、迈克尔·哈瑞斯（Michael Harris）和理查·泰勒等人的基础上，补充了朗兰兹局部域联络（法語：correspondance de Langlands local）的一种新表示方法。他在博士论文中引入了一种名为状似完备空间的新概念及相关技术，可将局部域上的算术问题简化表示为特定的特征及特征域的组合。他在论文中利用此技术导出了皮埃尔·德利涅的“权重单值性猜想”（英語：weight-monodromy conjecture）在一个特殊情形下的解。应用该技术也可将霍奇理论中的法尔廷斯“近纯定理”（法語：théorème de presque pureté）加以推广。此外，此技术也能提供新角度展现其它问题，在志村簇或由拉坡坡特（Rapoport）和钦克（Zink）引入的空间中都可找到实例。

## 个人生活
舒尔策与一位女数学学者瑪麗-施密特结婚，育有1女。

### 逸闻
- 培训过他的大学教师K·奥特曼（Klaus Altmann）说他高中时就记性特别好，甚至从不做笔记。[8]他在布朗大学的同学海尔曼（Hellmann）也说舒尔策上课没有做笔记的习惯。[19]
- 在2007年的国际数学奥林匹克竞赛颁奖仪式上，童心未泯的舒尔策手捧着一只玩具泰迪熊一起去领奖。2008年，再次参赛获奖的舒尔策又一次这样做。此后，特意带着玩具熊去领奖成为德国参赛队伍的惯例。[20]

## 评价
- 柏林自由大学教师克劳斯·奥特曼（Klaus Altmann）评价高中时代的舒尔策说：“他能以俯瞰的视角轻易跨越难题，令人难以置信。而且他的头脑（理解力）很疯狂。”[8]

## 奖项与荣誉
- 自2011至2016年担任克雷数学研究所研究院士（Research Fellow）[21]
- 2012年参与比科培养课程（法语：Cours Peccot）并获奖[22]
- 2013年获得SASTRA拉马努金奖
- 2014年获得克雷研究奖（英语：Clay Research Award）
- 2015年获得柯尔奖数论奖项[23]、奥斯特洛夫斯基奖（英语：Ostrowski Prize）[24]和费马奖[25]
- 2016年获得莱布尼茨奖[26]和欧洲数学学会EMS奖（法語：Prix EMS），并谢绝了突破奖“数学新视野”奖项[27]
- 2018年获得菲尔兹奖[28]

## 出版物

### 作者作品
参见其官网。

### 相关作品
- Jean-Marc Fontaine. . Société mathématique de France  (编).  (pdf) 352. 2013: 1057  [2017-12-31]. Fontaine. （原始内容存档 (PDF)于2019-07-05） （法语）.
- Takeshi Saito. . Acta Math. Vietnam. (学位论文) 39. 2014: 55–68 （英语）. |issue=被忽略 (帮助)
- Bhargav Bhatt.  (pdf). Notices AMS (学位论文) 61 (AMS). Oct 2014  [2017-12-31]. Bhatt. （原始内容存档 (PDF)于2020-11-26） （英语）. |issue=被忽略 (帮助)
- Sophie Morel.  (pdf). Séminaire Bourbaki. 27 June 2015  [2017-12-31]. （原始内容存档 (PDF)于2015-09-23） （法语）.